# Caixa expositora

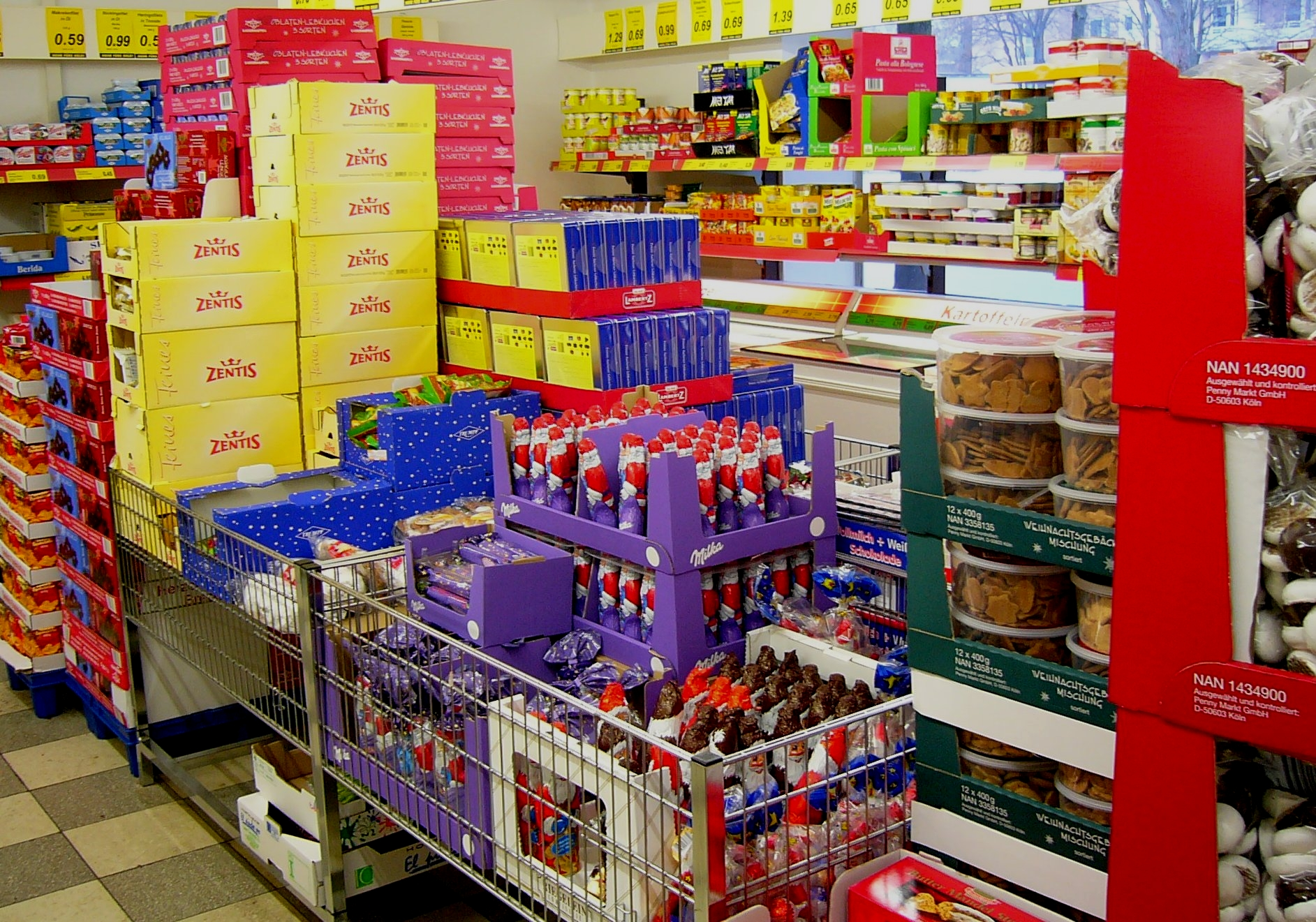
Caixes expositores en un supermercat

Una caixa expositora és l'embalatge que compleix una doble funció: de transport i com a expositor de producte en el punt de venda. Els principals models de caixa expositora són:
- Caixa amb tapa. És una caixa en què les tapes s'obren al punt de venda i doblegant-se sobre si mateixa, s'encaixa al fons a manera de rètol. Aquest tipus d'embalatge se sol situar en taulells o al costat de caixes enregistradores i està destinat a productes de compra compulsiva.
- Caixa amb pretallats. Es tracta d'una caixa estàndard (generalment, de solapes o wrap around) a la qual s'ha practicat una línia de pretallats en un o diversos dels seus costats. Aquest tall permet arrencar part de l'embalatge deixant així el producte exposat al prestatge. Els tipus de pretallats més comuns són:
  - Perimetral. La línia de punts recorre horitzontalment tot el perímetre de la caixa.
  - Oblic. El pretallat adopta la forma de falca mostrant una major superfície d'exposició al front i una protecció progressiva en els laterals de la caixa. Aquest disseny es considera més estètic que l'anterior pel que la seva popularitat és creixent en els comerços de lliure servei.

- - De finestra. El pretallat configura una finestra frontal o superior per on es pot disposar el producte.
  - D'obertura frontal. El tall previ forma una finestra frontal, que es perllonga per la part superior de la caixa abastant una de les solapes superiors, mostrant una major superfície d'exposició.

La cinta d'esquinçat es pot considerar una variació del pretallat. Consisteix en una cinta plàstica (dos, en el cas de wrap around) que es col·loca a l'interior de la caixa i que possibilita la seva neta obertura tirant de la mateixa.
- Mebalatge doble. Es compon de dues peces unides entre si mitjançant diversos punts d'enganxat. La part inferior actua com a safata i va impresa en alta qualitat. L'altra es col·loca damunt encastada entre el producte i la base sent de pitjor qualitat tant en la seva composició com en el tipus d'impressió. La tapa s'assenta sobre la base passant així a suportar la càrrega de l'apilament. A la botiga, es desprèn la coberta amb gran facilitat (usant tres dits) deixant el producte exposat sobre el lineal. El conjunt es munta en una màquina que plega i enganxa, de doble introductor i diversos punts d'enganxat i es pot utilitzar en línies d'envasat automàtic, ja que es comporta com una caixa de solapes.
- Exposició informal. Per tal d'agilitar les tasques de manipulació, trobem freqüentment en els supermercats embalatges exposats que no van ser concebuts amb aquesta finalitat. Així passa amb aquells que s'esquincen amb cúter o amb cinta d'esquinçat deixant al producte sobresortir per la part superior. Els missatges de la caixa es corresponen a un embalatge de transport (codi de barres, nombre d'unitats, pes, etc.) I no a un promocional (característiques, missatges publicitaris, etc.) Pel que la impressió general resulta molt pobre. Se sol donar en begudes, lleixius, olis, llet i altres productes de baix valor afegit.